# Leavitt (månkrater)
För andra betydelser, se Leavitt.
Leavitt är en nedslagskrater på månens baksida. Leavitt har fått sitt namn efter den amerikanska astronomen Henrietta Swan Leavitt.

## Satellitkratrar
| Leavitt | Latitud | Longitud | Diameter |
| ------- | ------- | -------- | -------- |
| Z       | 42.7° S | 139.2° V | 65 km    |